# Amelia Peabody e il segreto del sarcofago
Amelia Peabody e il segreto del sarcofago, pubblicato in Italia anche con il titolo "Il caso del sarcofago scomparso", è il terzo romanzo in cui appare Amelia Peabody, personaggio che fa parte di un ciclo di 20 episodi, tutti ambientati in Egitto tra la fine del 1800 e l'inizio del 1900.
L'autrice è anche egittologa e i suoi romanzi narrano le vicende di Amelia, ereditiera appassionata di archeologia, e di altri personaggi che la circondano anche nei romanzi successivi.

## Trama
In questo terzo episodio l'archeologa Amelia, con il marito Radcliffe, decide di portare per la prima volta in Egitto il figlioletto Walter, soprannominato "Ramses" e l'inseparabile gatta Bastet. Già dal loro arrivo al Cairo, prima ancora di iniziare la stagione di scavi, la famigliola viene informata di un grande traffico illegale di reperti provenienti da tutti i siti archeologici del Paese e Amelia stessa trova morto uno dei vari negozianti di reperti. Si tratta di omicidio? Amelia pensa di sì.
Giunti nella loro zona di scavi le stranezze non faranno che aumentare: uno strano gruppo di missionari, una baronessa che colleziona reperti, sarcofagi che svaniscono nel nulla per poi riapparire in altri luoghi, attacchi notturni all'accampamento...
Questa volta Amelia e la sua famiglia rischieranno grosso! Ma adesso c'è anche il piccolo e sveglio Ramses a dare una mano per trovare la soluzione a tutti gli enigmi.

## Edizioni
- Elizabeth Peters, Amelia Peabody e il segreto del sarcofago, n. 2742, Il Giallo Mondadori, Segrate, Arnoldo Mondadori Editore, 19 agosto 2001.
- Elizabeth Peters, Il mistero del sarcofago scomparso, traduzione di Maria Barbara Piccioli, Milano, Editrice Nord, 2005, ISBN 978-88-429-1412-9.
- Elizabeth Peters, Il mistero del sarcofago scomparso, traduzione di Maria Barbara Piccioli, n. 1577, Milano, TEA, 27 marzo 2008,  p. 339, ISBN 978-88-502-1605-5.